# スーパーマグネチックニュウニュウ
『スーパーマグネチックニュウニュウ』は、2000年2月3日に元気より発売された、ドリームキャスト専用のアクションゲームである。